# Choca-bate-cabo
Choca-bate-cabo (nome científico: Thamnophilus punctatus) é uma espécie de ave pertencente à família dos tamnofilídeos. Pode ser encontrada no nordeste da América do Sul no Brasil, Venezuela, Colômbia e Guianas.
Seu nome popular em língua inglesa é "Northern slaty antshrike".